# Włodary
Włodary (niem. Volkmannsdorf) – wieś w Polsce położona w województwie opolskim, w powiecie nyskim, w gminie Korfantów.
W latach 1975–1998 miejscowość administracyjnie należała do ówczesnego województwa opolskiego.

## Nazwa
W księdze łacińskiej Liber fundationis episcopatus Vratislaviensis (pol. Księga uposażeń biskupstwa wrocławskiego) spisanej za czasów biskupa Henryka z Wierzbna w latach 1295–1305 miejscowość wymieniona jest w zlatynizowanej formie Wolkmari villa.

## Historia
Wieś ucierpiała podczas powodzi we wrześniu 2024.

## Zabytki
Do wojewódzkiego rejestru zabytków wpisane są:
- kościół par. pw. Narodzenia NMP, z l. 1749-54.